# Holland Pop Festival

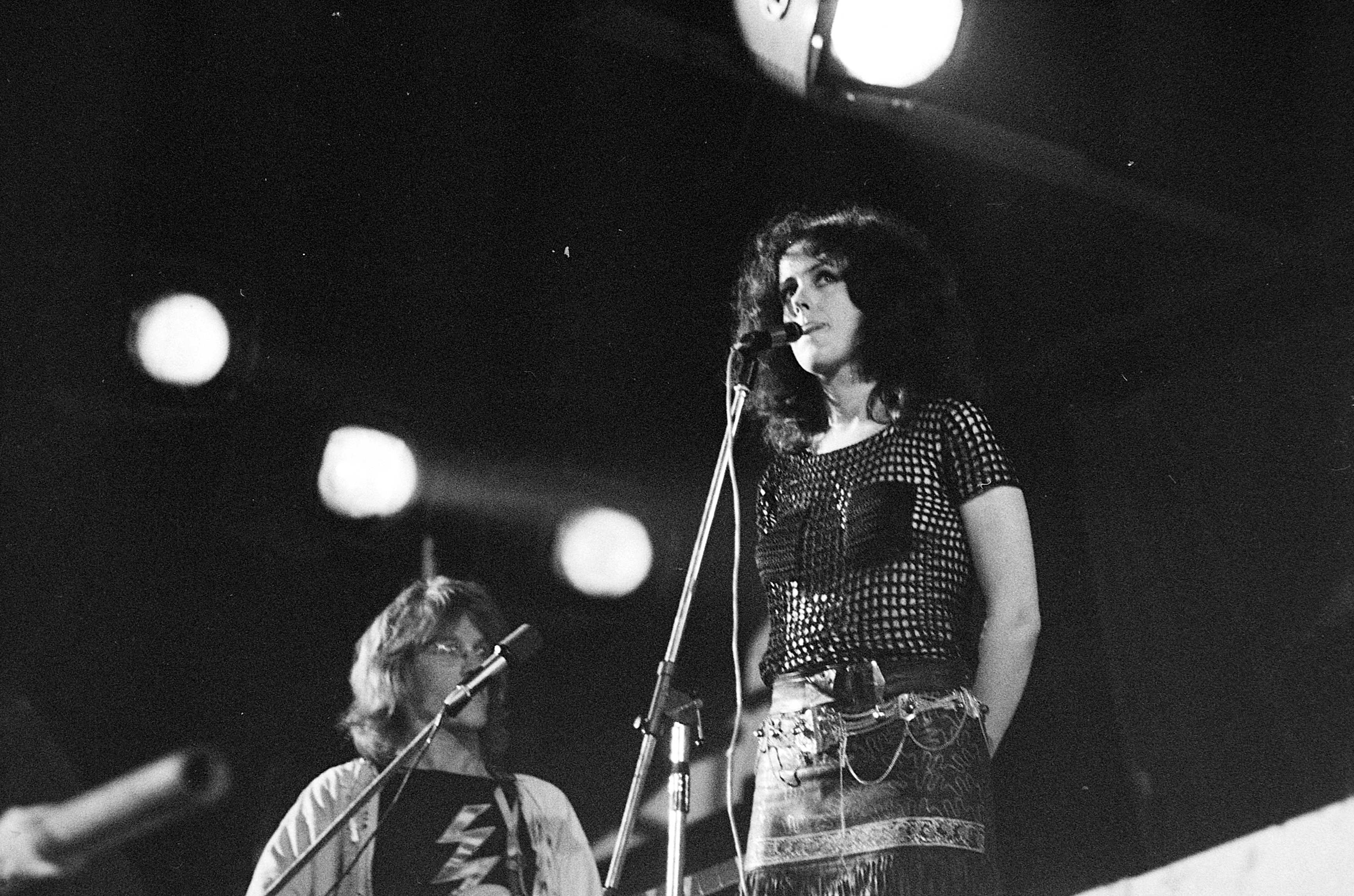
Grace Slick & Jefferson Airplane

Het Holland Pop Festival was een driedaags popfestival in 1970, in het Kralingse Bos te Rotterdam. Het muzikale evenement is de geschiedenis ingegaan als Nederlandse versie van het Amerikaanse Woodstockfestival in 1969. Ondanks de regen kwamen er tienduizenden mensen op af. Het grote podium stond opgesteld op het grasveld voor de Plasmolens De Ster en De Lelie aan de rand van de Kralingse Plas.
Het Festival vormde in feite het begin van het Nederlandse gedoogbeleid ten aanzien van het gebruik van marihuana; de vele aanwezige undercover politieagenten traden niet of nauwelijks op tegen de openlijk actieve gebruikers en kleine handelaren. 

## Programma
Hieronder staat het programma van het Holland Popfestival 1970 - Rotterdam, ook bekend als Kralingen Popfestival - Stamping Ground.
De organisatie was in handen van Berry Visser, Georges S. Knap, Toos v.d. Sterre en Tinus van Daal (Stichting Holland Pop Festival). Het festival werd gehouden op vrijdag 26, zaterdag 27 en zondag 28 juni 1970. De belangrijkste investeerders waren het Ministerie van Cultuur, Recreatie en Maatschappelijk Werk (CRM) met Garantiesubsidie van fl. 25.000,- en Coca-Cola, met fl. 50.000,-.
| Hoofdpodium: Vrijdag: It's a Beautiful Day - Jefferson Airplane - Stone the Crows - Santana - The Flock - Canned Heat - Hot Tuna - Pentangle - Quintessence - East of Eden (aangekondigd, maar niet opgetreden) Zaterdag: The Byrds - Family - Dr. John the Night Tripper - Country Joe McDonald - Tyrannosaurus Rex - Renaissance (aangekondigd, maar niet opgetreden) - Third Ear Band - Al Stewart - Supersister - CCC folk & blues inc. Zondag: Mungo Jerry - Chicago Art Ensemble - John Surman - Han Bennink - Caravan - Fairport Convention - Fotheringay - Soft Machine - Pink Floyd Bijpodium: The Dream - Bismarck - Oscar Benton Blues Band - Focus - Ekseption - White Rabbitt - Scarry Sally Theater - Nederlands Danstheater - Tamelone - Walking Water Events - Country Joe McDonald - Mungo Jerry met Ray Dorset - Stone the Crows - The Flock - Roger McGuinn En verder: gratis kamperen - gratis medische verzorging - parkeerterreinen - boetieks - lekker luieren in de zon - goedkoop eten en drinken - kunstmarkt - filmprogramma - zwemmen in de Kralingse Plas - kindercrèche - kinderboerderij aanwezig (kinderen beneden de 10 jaar gratis toegang) Het terrein is geopend vanaf donderdagochtend 25 juni KRO drive-in show - Lex Harding drive-in show - Dick de Graaf drive-in show - Mojo drive-in show Kaarten f.35.- in voorverkoop (geldig gedurende het gehele festival) f.40.- aan het terrein (v.a. 25 juni) |

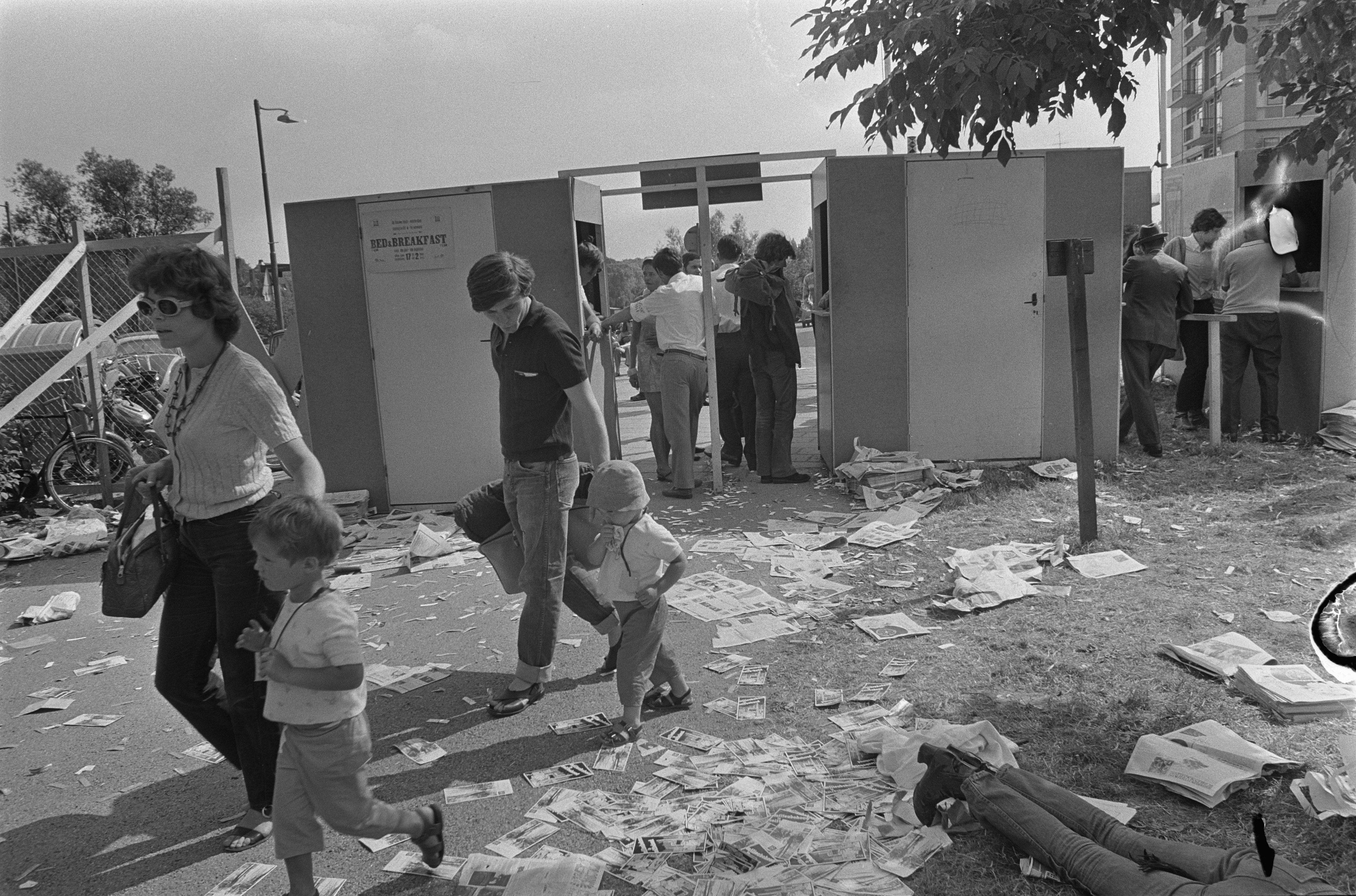
Ticketverkoop
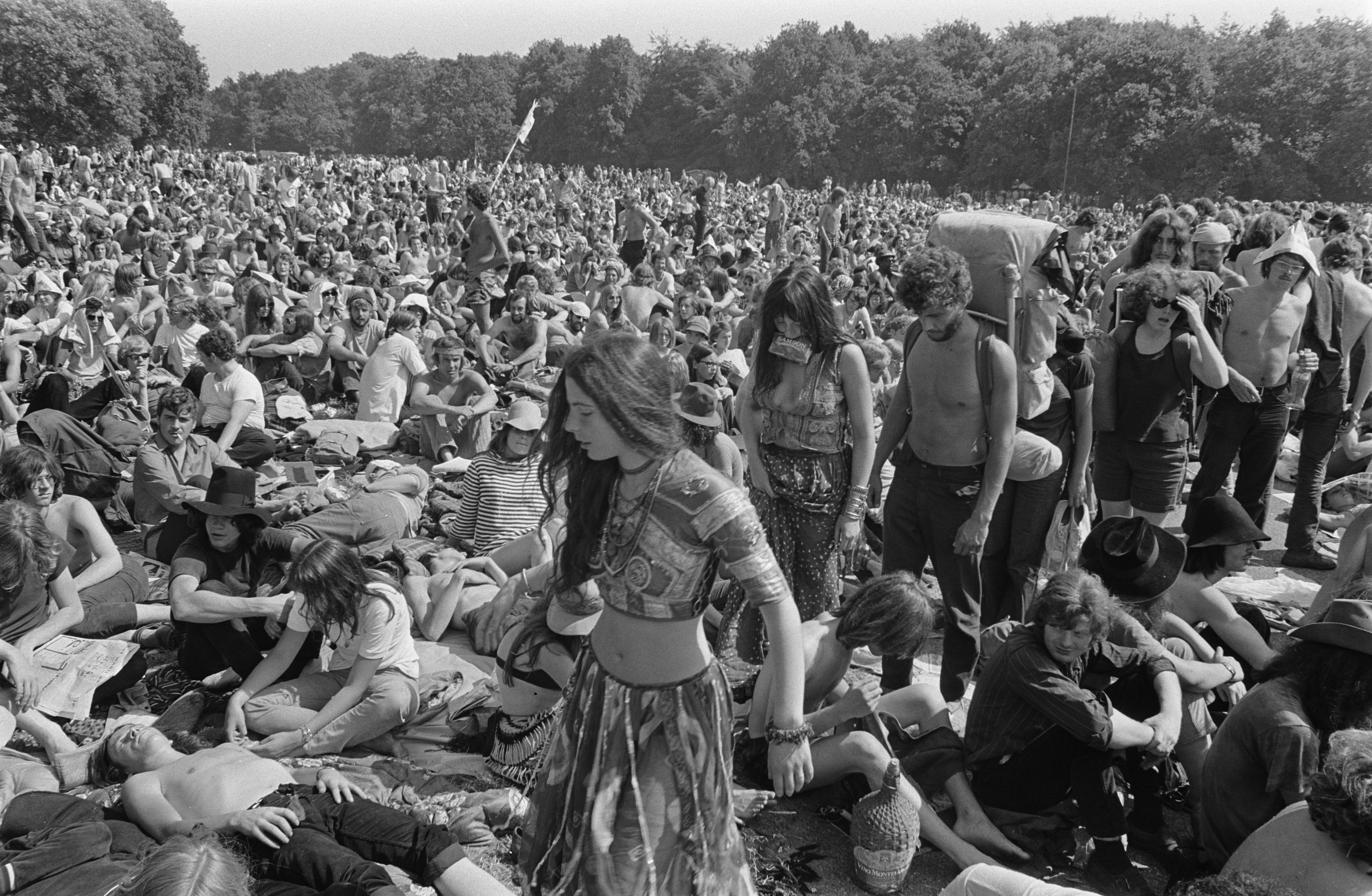
Publiek
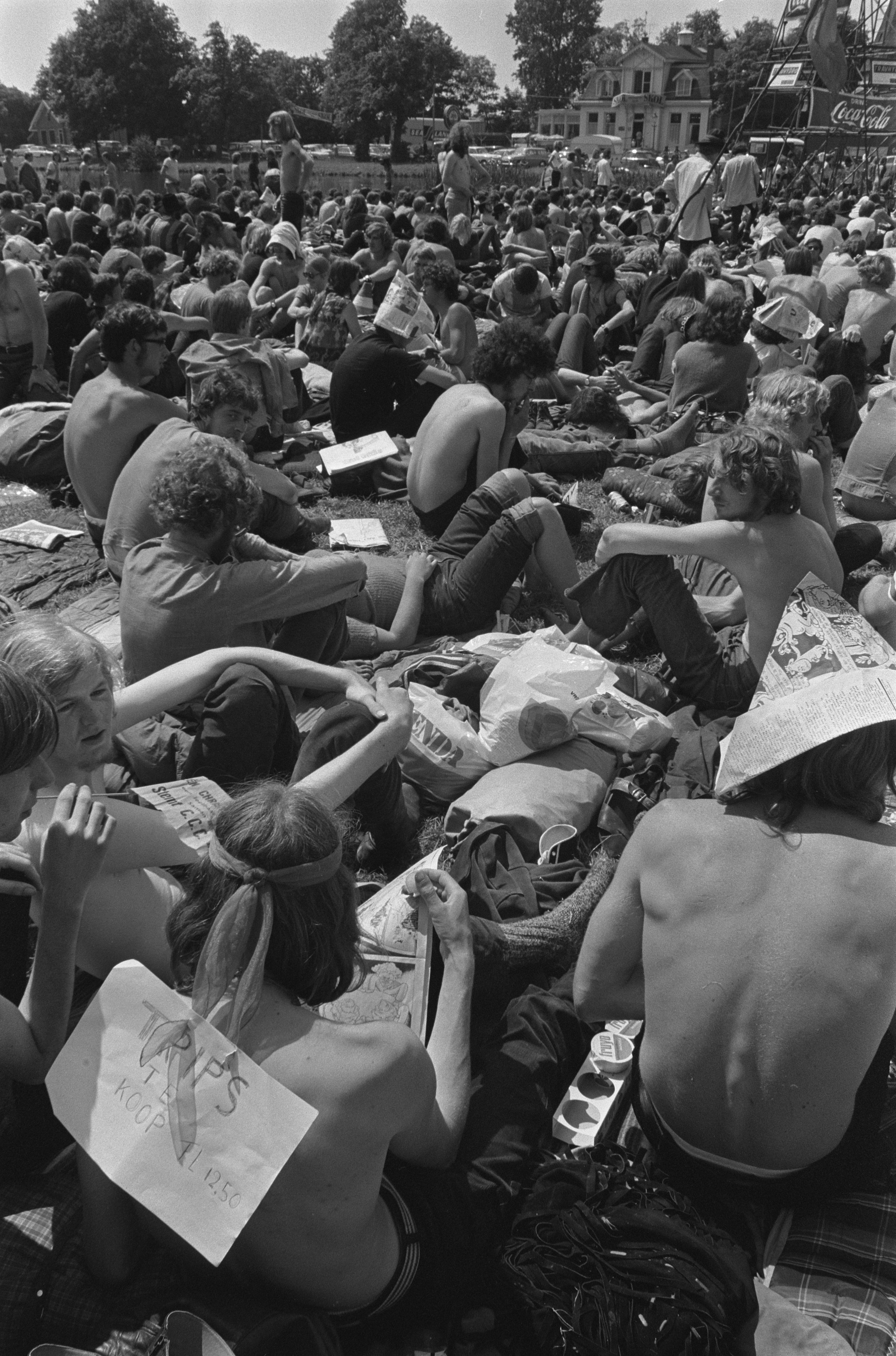
Publiek ("trips")
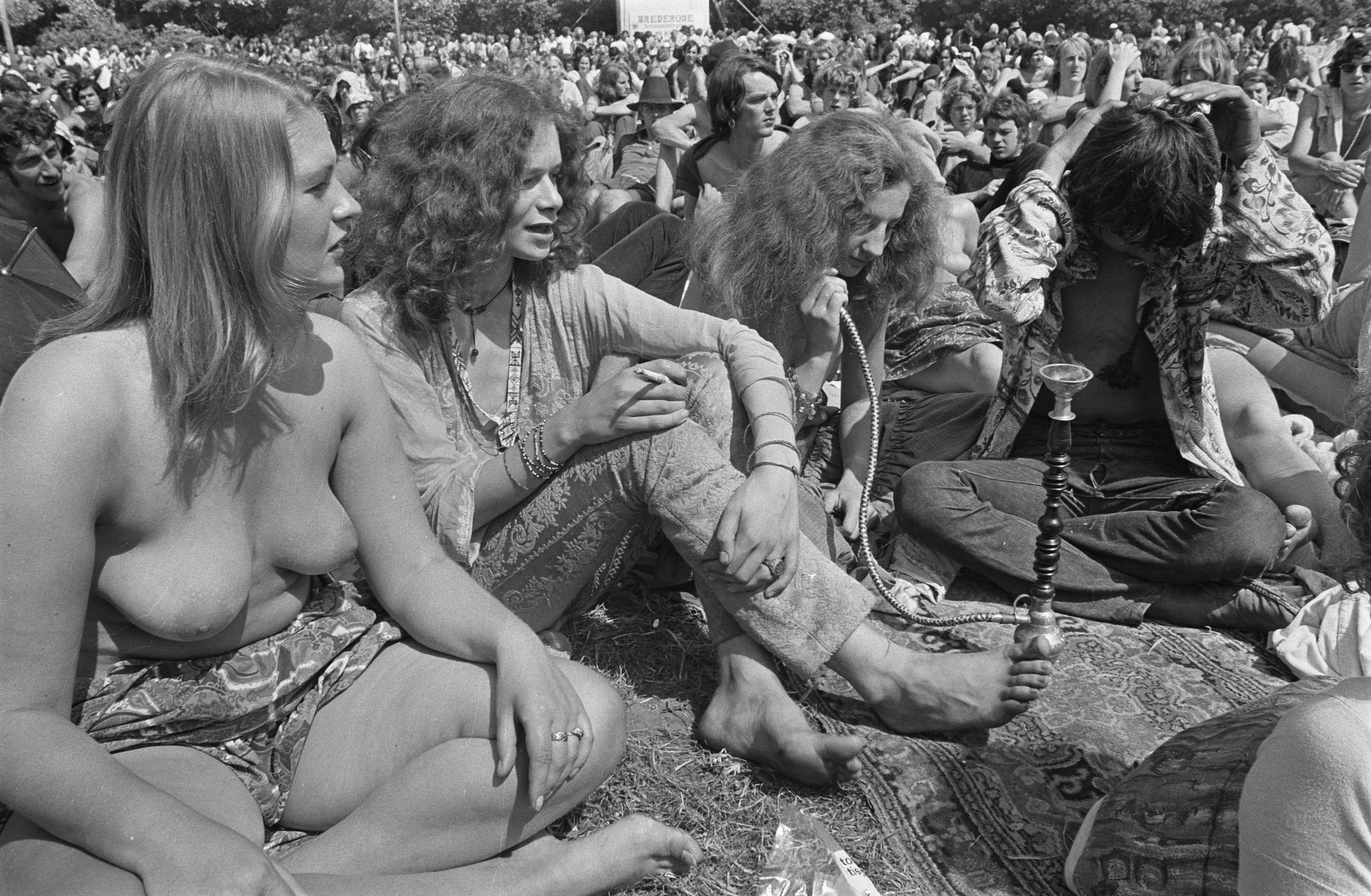
Publiek
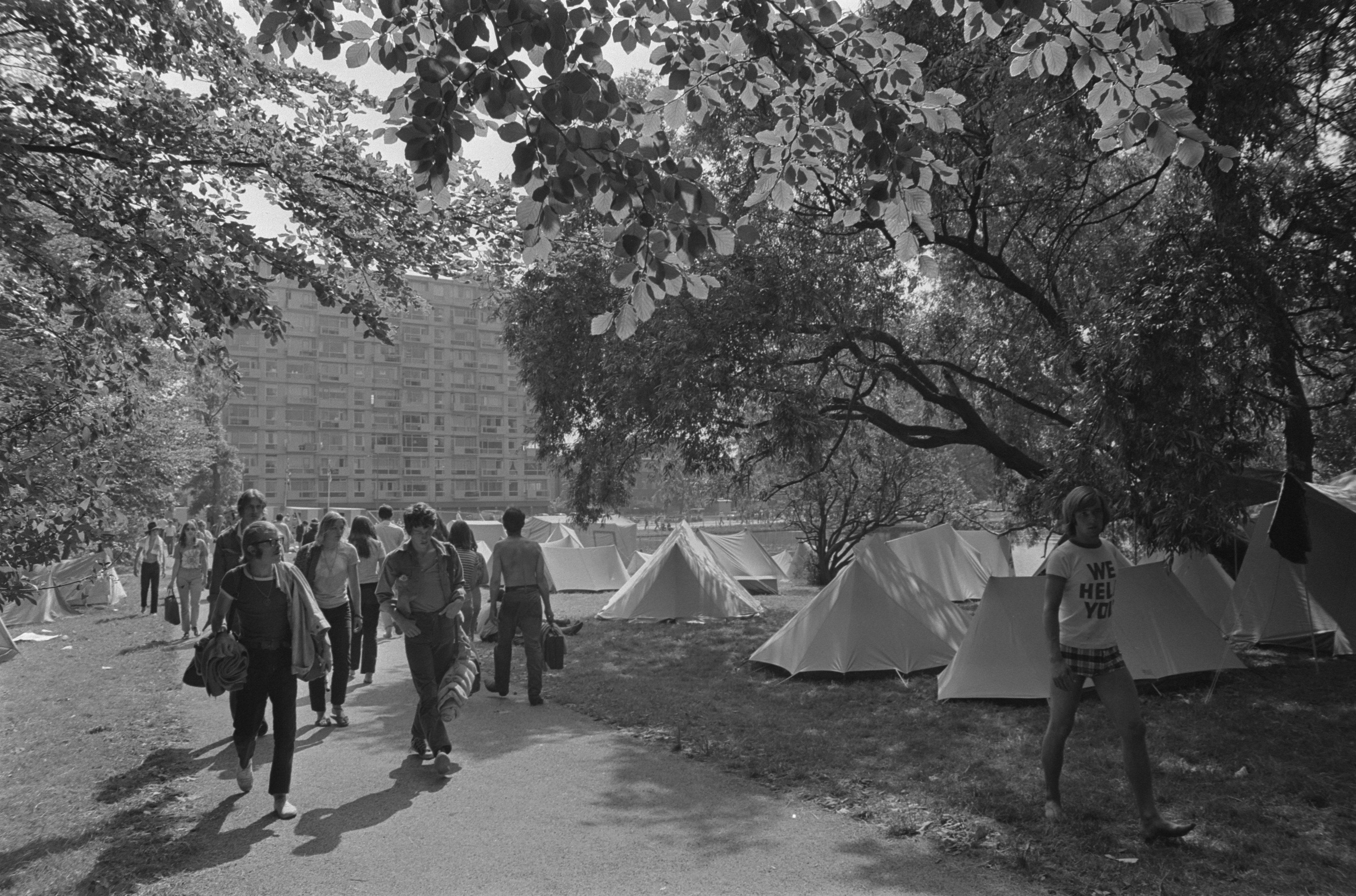
Tentenkamp

## Na 1970
In 1971 verscheen er een film over het festival in Kralingen met de titel Stamping Ground, gemaakt voor een internationaal publiek.
De film is ook bekend onder de naam Love and Music en in Duitsland als Rock Fieber. De film is meer dan 35 jaar later zowel op video als in dvd-uitvoering nog altijd goed verkrijgbaar. Hij is ook te vinden op YouTube.
Film info: Documentaire, kleur, 90 min., Engels
Regie: Hansjürgen (Jason) Pohland en George Sluizer
Producers: Wolf Schmid en Sam Waynberg
Filmeditor: Roger Spottiswoode
In 1971 werd een boekje uitgegeven met zwart-witfoto's, getiteld Kralingen '70 'n Grote Blijde Bende en voorzien van enige achtergrondinformatie door Bulkboekuitgever Theo Knippenberg. In 2005 organiseerde het museum De Dubbelde Palmboom een fototentoonstelling getiteld Stamping Ground ter gelegenheid van het 35-jarig jubileum van het festival. In 2008 vond in galerie Kralingen in Rotterdam de tentoonstelling Holland Pop Festival Revisited plaats, een tentoonstelling met foto's uit de verzameling van het Historisch Museum Rotterdam (nu Museum Rotterdam), fotograaf Pim Westerweel, memorabilia uit de verzameling van Georges Knap (een van de toenmalige organisatoren) en de presentatie van het ontwerp van het herinneringsmonument voor het Holland Pop Festival door John Blaak. In 2010 vonden er twee tentoonstellingen plaats: Holland Pop Festival. Drie dagen vrijheid, blijheid en muziek in het Kralingse Bos in galerie Kralingen en Holland Pop Festival. Legendarisch festival in het Kralingse Bos in Het Schielandshuis in Rotterdam. Tevens kwam er in 2010 een nieuw boek uit over het festival onder de titel Holland Pop Festival 1970: Drie legendarische dagen in het Kralingse Bos van Peter Sijnke, Marcel Koopman en John Blaak.
Op 17 juni 2024 verscheen in de bioscoop een documentaire over het festival, geproduceerd door Ferri Ronteltrap.
In 2025 vond in het kader van 55 jaar Holland Pop in de Tone & Image Gallery in Schiedam de fototentoonstelling Holland Pop Festival Kralingen 1970-2025 plaats met veel nieuw ontdekt beeldmateriaal.

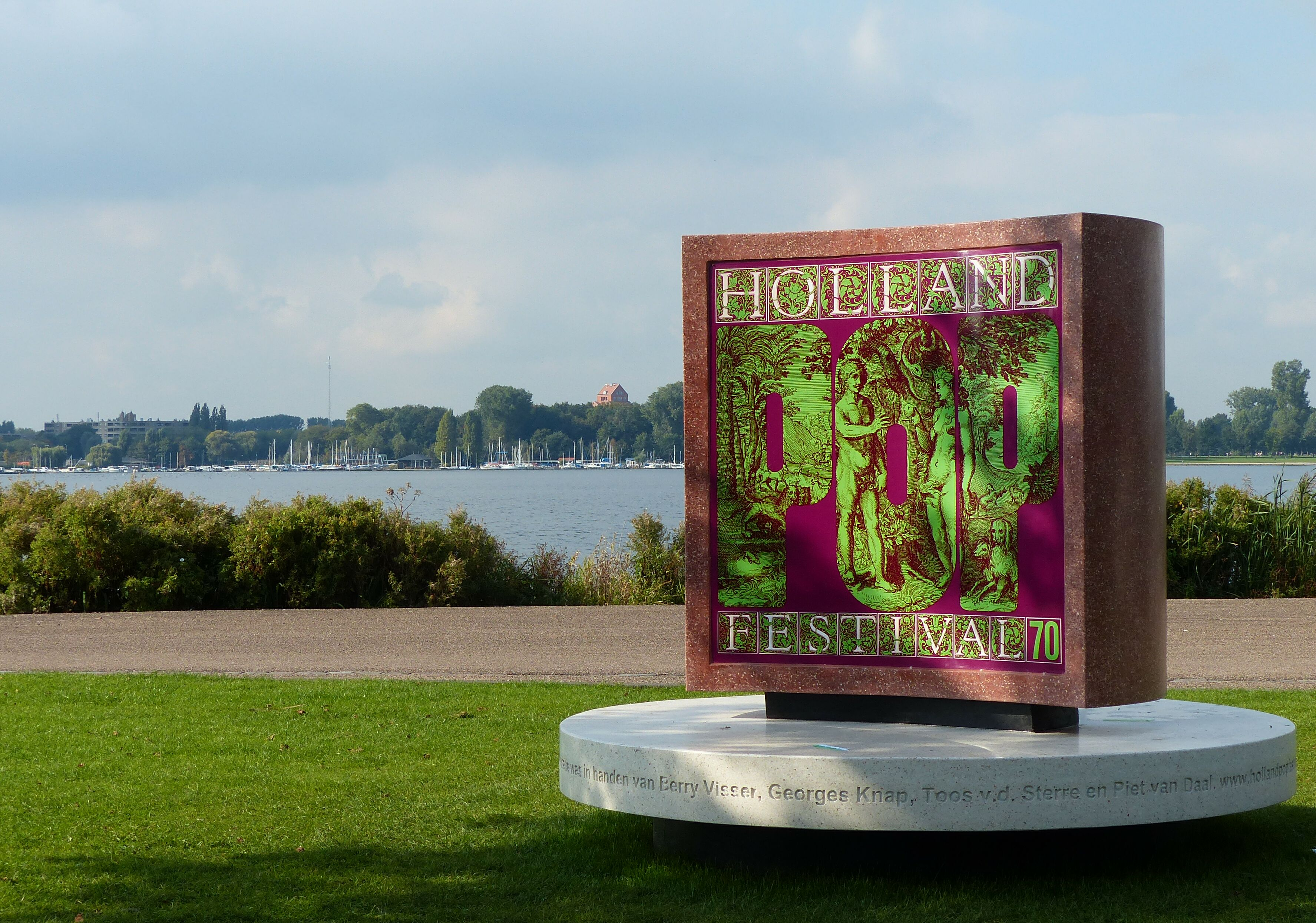
Herinneringsmonument Holland Pop Festival 1970

## Herinneringsmonument
Op 21 september 2013 werd het herinneringsmonument voor het Holland Popfestival 1970, ontworpen door John Blaak, in het Kralingse Bos onthuld.
Met het beeld voor het Holland Popfestival 70 wordt de herinnering aan deze bijzondere gebeurtenis levend gehouden. In het beeld is een deel van het toenmalige affiche afgebeeld en een sfeerbeeld van de mensenmassa. Daarnaast is een QR-code aangebracht, waarmee bezoekers ter plekke naar onder andere radio-uitzendingen en beeldmateriaal over het festival kunnen luisteren en kijken. De tekst op het monument luidt: "Op 26, 27 & 28 juni 1970 vond in het Kralingse Bos het eerste meerdaagse popfestival van het vasteland van Europa plaats. De organisatie was in handen van Berry Visser, Georges Knap, Toos v.d. Sterre en Piet van Daal." Een tekst met een pijnlijke vergissing. De man die veel van het praktische werk in de organisatie voor zijn rekening heeft genomen en die in de geschiedschrijving een beetje op de achtergrond is geraakt, staat verkeerd vermeld. Piet van Daal moet zijn: Tinus van Daal.

## Herinneringsbox
In juni 2020 was het 50 jaar geleden dat het festival plaatsvond. Ter gelegenheid hiervan werd een herinneringsbox uitgebracht met daarin een boek over het festival, een dvd met een film over het festival en 3 lp's met nog nooit eerder verschenen opnames van artiesten die op het festival optraden. Het was de bedoeling dat deze box werd gepresenteerd in het Kralingse Bos, maar vanwege de coronapandemie die dat jaar uitbrak was dat niet mogelijk. Ook een presentatie in Museum RockArt eind oktober was niet haalbaar. Daarom werd besloten om de box in januari 2021 digitaal te presenteren. De box is online te bestellen via de site van het festival.

## Bezoekersaantal
De organisatie dacht uit de kosten te komen met 25.000 à 30.000 betalende bezoekers. De organisatie ging na het festival failliet wegens een tekort van 700.000 à 800.000 gulden, hoewel er (destijds) sprake was van 50.000 à 60.000 bezoekers. 
Een jaar later, bij de première van de film Stamping Ground, is er al sprake van 80.000 bezoekers. 
In een terugblik uit 1990 wordt het aantal bezoekers geschat op 60.000 à 100.000. Bij het verschijnen van een boek over het festival in 2010 wordt weer gesproken over 100.000 bezoekers, waarvan de helft niet betaald zou hebben.

## Publicaties, audio & video
- Peter Sijnke & Marcel Koopman: Kralingen. Holland Pop Festival 1970. Haarlem, Uitgeverij In de Knipscheer, 2013. ISBN 978-90-6265-813-8 Met audio-CD
- Peter Sijnke, Marcel Koopman & John Blaak: Holland Pop Festival 1970. Drie legendarische dagen in Kralingen. Rotterdam, Donker, 2010. ISBN 978-90-6100-641-1
- Theo Knippenberg en Patty Knippenberg: Kralingen '70, 'n grote blijde bende. Utrecht, Knippenberg, 1971. Geen ISBN
- [Video] Stamping ground. Holland festival of music, prod. by Wolf Schmidt, Sam Waynberg; dir. by Jason Pohland. Den Haag, Concorde Video, 1986. Oorspr. uitgave: Cine 3-planet Film, 1970 (ca. 100 min.)
- [3-elpee bootleg] Kralingen (NL, 1971)
- [3-elpee bootleg] Stamping Ground. Kralinger (sic) Music Festival (26-27-28 June 1970, Rotterdam, Holland). Akarma Deluxe AD 535 (andere setlist dan voorgaande 3-elpee).
- [1-DVD + 2-CD] The Dutch Woodstock. Gonzo, 2013.[8][9]